# Abu Katada
Abu Katada al-Filastini, arab. أبو قتادة الفلسطيني, Abū Qatādah al-Filasṭīnī, wł. Omar ibn Mahmud Osman (ur. 1959/1960 w Betlejem) – jordański duchowny i fundamentalista pochodzenia palestyńskiego, zamieszkały w Wielkiej Brytanii od 1993 roku do 2013 roku. Uznawany za jednego z najbardziej wpływowych dżihadystów w Europie. 

## Życiorys
Od 1993 roku mieszkał w Wielkiej Brytanii jako uchodźca polityczny. W 1999 r. został skazany zaocznie w Jordanii na śmierć za „spisek w celu przeprowadzenia ataków terrorystycznych”, w tym na szkołę amerykańską w Ammanie. Wyrok został zmieniony na dożywocie i roboty przymusowe. Od tych zarzutów został uwolniony w 2014 r. Ścisły współpracownik Abu Hamzy al-Misriego i Umara Bakriego Muhammada. 
Nagrania jego kazań zostały odnalezione między innymi w mieszkaniu przywódcy zamachowców z 11 września 2001 roku w USA, Muhammada Aty. Abu Katadę o powiązania z terrorystami oskarża również Algieria. 
W 2002 roku został aresztowany w Wielkiej Brytanii w wyniku podejrzeń o związki z al-Ka’idą, ale jego deportację do Jordanii zablokowali adwokaci, argumentując iż w Jordanni nie może liczyć na uczciwym proces i może zostać poddany torturom. W lutym 2009 roku Sąd Najwyższy w Wielkiej Brytanii zatwierdził wydalenie Abu Katady do Jordanii. Europejski Trybunał Praw Człowieka orzekł w styczniu 2012 roku, że ekstradycja Abu Katady byłaby naruszeniem Europejskiej Konwencji Praw Człowieka, ponieważ w Jordanii groził mu niesprawiedliwy proces oparty na zeznaniach wymuszonych prawdopodobnie torturami. W listopadzie tego samego roku ograniczyła mu swobody poruszania się i kontaktów – Specjalna Imigracyjna Komisja Odwoławcza (SIAC). Abu Katada został aresztowany przez antyterrorystyczną jednostkę policyjną w marcu 2013 roku. Powodem aresztowania miało być niewywiązywanie się z warunków narzuconych przez SIAC. 7 lipca 2013 Katada został deportowany z Wielkiej Brytanii.